# Geórgios Vagiannídis
Geórgios Vagiannídis (en grec moderne : Γεώργιος Βαγιαννίδης), né le 12 septembre 2001 à Athènes en Grèce, est un footballeur grec qui évolue au poste d'arrière droit au Sporting CP.

## Biographie

### En club
Né à Athènes en Grèce, Geórgios Vagiannídis est formé par l'un des clubs les plus importants du pays, le Panathinaïkós FC. C'est avec ce club qu'il commence sa carrière professionnelle, jouant son premier match lors d'une rencontre de coupe de Grèce face au Panachaïkí le 5 décembre 2019. Il entre en jeu lors de cette rencontre remportée par son équipe (2-0 score final). 
Il joue son premier match en première division grecque le 16 février 2020 face au Panetolikós FC. Titularisé, il se fait remarquer en inscrivant son premier but avant de délivrer une passe décisive pour Ghayas Zahid (en). Il contribue ainsi à la victoire de son équipe par trois buts à un.
Lors de l'été 2020, Vagiannídis est recruté par l'Inter Milan. Le transfert est annoncé dès le 4 juin 2020.
Le 1er octobre 2020, Geórgios Vagiannídis est prêté en Belgique du côté du Saint-Trond VV pour une saison.
Le 3 septembre 2021, Geórgios Vagiannídis fait son retour au Panathinaïkos, qu'il rejoint librement après avoir été libéré par l'Inter. Il signe un contrat de quatre ans, soit jusqu'en juin 2025.

### En sélection
Geórgios Vagiannídis représente l'équipe de Grèce des moins de 17 ans, pour un total de quatre matchs joués, entre 2017 et 2018.